# Loic Wakanumuné
Loic Wakanumuné, né le 27 mars 1985 est un footballeur international néo-calédonien qui évolue au poste de défenseur en faveur de l'AS Magenta en Super Ligue de Nouvelle-Calédonie,.